# Eriospermum bifidum
Eriospermum bifidum är en sparrisväxtart som beskrevs av Robert Allen Dyer. Eriospermum bifidum ingår i släktet Eriospermum och familjen sparrisväxter. Inga underarter finns listade i Catalogue of Life.